# Johann von Alpen
Johann von Alpen (auch Johannes (von) Alpen, wahrscheinlich eigentlich Johann Wolfgang Ripp; * 1630 in Alpen; † 20. Mai 1698) war Generalvikar im Bistum Münster.

## Leben
Johann von Alpen wirkte ab 1657 als Pfarrer in Osterwick, bis er durch den Münsterschen Bischof Christoph Bernhard von Galen 1660 zum Geistlichen Rat ernannt wurde. 1661 wurde Johann von Alpen Generalvikar des Bistums für die Dekanate außerhalb der Bischofsstadt Münster und ab 1663 auch für Münster selbst. Diese Ämter übte er ab 1678 auch unter von Galens Nachfolger Bischof Ferdinand von Fürstenberg aus. 1682 wird von Alpen als Propst in Xanten und Herr von Alpen genannt. Johann von Alpen schrieb eine insbesondere wegen ihres Urkundenmaterials bedeutende, über 1500 Seiten starke Biografie Christoph Bernhard von Galens in lateinischer Sprache, auch als Reaktion auf eine kurz nach von Galens Tod erschienene Schmähschrift in holländischer Sprache. Von Alpen wurde nach seinem Tode im Jahr 1698 in St. Martini in Münster beigesetzt, wo er von 1663 bis 1698 Dechant war.

## Schriften
- Leben und Thaten Christoph Bernhards von Galen, Bischofs und Fürsten von Münster, Administrators von Corvey. Genommen aus dem Lateinischen des Herrn Johann von Alpen. Übersetzt von Sebastian Kurz. Verlag von Friedrich Christian Theissing, Münster 1790.